# Španělsko na Zimních olympijských hrách 1972
Španělsko se účastnilo Zimní olympiády 1972. Zastupovalo ho 3 sportovci (2 muži a 1 žena) v 1 sportu.

## Medailisté
| Medaile | Jméno                     | Sport           | Soutěž              |
| ------- | ------------------------- | --------------- | ------------------- |
| Zlato   | Francisco Fernández Ochoa | Alpské lyžování | Muži slalom speciál |